# Александра Ивановић
Александра „Дуда“ Ивановић (Београд, 16. фебруар 1937 — Београд, 26. јун 2003) била је југословенска и српска оперска солисткиња мецосопран фаха и поп и џез певачица.
Била је члан Вокалног квартета Предрага Ивановића. Такође је била солиста Хора РТБ-а и професор Факултета музичке уметности у Београду. Гостовала је у више филмова, сарађивала је са више издавачких кућа и извођача и између осталог 1971. певала популарне песме из Дизнијевих филмова за лонг-плеј плоче из едиције „Приче и песме из Дизниленда“.

## Филмографија
|                   | 1960 | 1970 | Укупно |
| ----------------- | ---- | ---- | ------ |
| Дугометражни филм | 1    | 0    | 1      |
| ТВ филм           | 0    | 2    | 2      |
| ТВ серија         | 0    | 1    | 1      |
| Укупно            | 1    | 3    | 4      |

| Год.     | Назив                     | Улога \|- style="background: Lavender; text-align:center; " | 1960.-те | 1960.-те | 1960.-те | 1960.-те |
| 1960.    | Љубав и мода              | Певачица („Под сјајем звезда”, „Девојко мала”)              |          |          |          |          |
| 1970.-те |                           |                                                             |          |          |          |          |
| 1970.    | Мирина ТВ ступица         |                                                             |          |          |          |          |
| 1972.    | Стефан Дечански           | Оперска певачица                                            |          |          |          |          |
| 1973.    | Став’те памет на комедију | Мецосопран - солиста                                        |          |          |          |          |